# Branislav Petrović
Pour les articles homonymes, voir Petrović.
Œuvres principales
- Predosećanje budućnosti (1973)
- Da vidiš čuda (1990)

Compléments
- Ancien étudiant de l'université de Belgrade

Branislav Petrović (en serbe cyrillique : Бранислав Петровић ; né le 7 avril 1937 à Bjeluša et mort le 26 septembre 2002 à Belgrade) est un poète et un journaliste serbe. En tant que poète, il a remporté plusieurs prix récompensant son œuvre.

## Biographie
Né à Bjeluša près d'Arilje, Branislav Petrović effectue ses études secondaires au lycée de Čačak puis il suit les cours de la Faculté de droit et ceux du Département de littérature yougoslave et de langue serbe de la Faculté de philologie où il obtient un diplôme.
Il travaille comme journaliste à Borba (Le Combat), écrit dans le magazine NIN, devient rédacteur de la revue Vidici et de la Gazette littéraire serbe (Srpski književni glasnik) et rédacteur en chef de la maison d'édition Prosveta.

## Œuvres
- Moć govora (Le Pouvoir de la parole), Prosveta, Belgrade, 1961.
- Gradilište, Prosveta, Belgrade, 1964  (ISBN 978-8682377160).
- O prokleta da si ulico Rige od Fere, Prosveta, Belgrade, 1970 (ASIN B00AIPBDHG).
- Predosećanje budućnosti (Une Prémonition de l'avenir), Srpska književna zadruga, Belgrade, 1973 (ASIN B004HAW7FK).
- Tragom prah, Glas, Belgrade, 1976.
- Sve samlji, Rad/Narodna knjiga/BIGZ, Belgrade, 1977.
- Odbrana sveta, Rad, Belgrade, 1980.
- Izabrane pesme (Poèmes choisis), Srpska književna zadruga, Beograd, 1986  (ISBN 978-8637900139).
- Da vidiš čuda (Pour voir des miracles), Jedinstvo, Pristina, 1990.
- Žeževasion, NIN, Belgrade, 2004, posthume  (ISBN 978-8674740132).

## Récompenses
- Prix Branko Miljković, 1973.
- Prix Zmaj, 1990.
- Prix Žička hrisovulja, 1998.
- Prix Dis, 1999[2].
- Prix Desanka Maksimović, 2000[3].